# مگ تورنی
مگ تورنی (انگلیسی: Meg Turney؛ زادهٔ ۱۲ مارس ۱۹۸۷) هنرپیشه، مدل (شخص)، پادکست‌ساز، فیلم‌نامه‌نویس، صدا پیشه، و یوتیوبر اهل ایالات متحده آمریکا است. وی از سال ۲۰۱۲ میلادی تا کنون مشغول فعالیت بوده‌است.